# Guaramidi
Guaramidi ili Guaramiani (gruz. გუარამიანი) bila je mlađa grana iberijske kraljevske kuće Hosroida. Pojam "Guaramidi" neologizam je koji je u svoja djela uveo povjesničar Kiril Tumanov. Nije općeprihvaćen među povjesničarima, ali se često koristi u literaturi na engleskom jeziku. Guaramidi su vladali Iberijom kao veliki knezovi (erismtavari) u razdobljima 588. – 627., 684. – 748. i 779./780. – 786. godine. 

## Povijest
Ova grana potječe od Levana, sina iberijskog kralja Vahtanga I. i njegove druge supruge Helene, rođakinje bizantskog cara. Levan i njegov brat Mitridat dobili su zapadni dio kraljevstva Iberije, sastavljen od vojvodstava Klardžetije, Odzrhea i zapadne polovice kraljevstva Tsunda, ali su ih članovi starije branše, Hosroida, sveli kasnije samo na područja Klardžetije i Džavahetije. Počevši od Levanova sina Guarama I. (vladao 588. - oko 590.), članovi ove kuće bili su predsjedavajući knezovi Iberije, s kraćim prekidima, u razdoblju od 588. do 786. godine. Bizantski carski dvor trojici vladara dodijelio je dostojanstvo kuropalata.
Guaramidi su bili u bračnim vezama s vodećim kneževskim kućama Gruzije - Hosroidima, Nersianidima i Bagratidima. U potonjem slučaju, brak kćeri Guarama III. (vladao 779./780. – 786.) s odbjeglim princom Vasakom Bagratunijem, rezultirat će stvaranjem nove dinastije – Bagrationi, koja će kasnije postati posljednja i najdugovječnija vladajuća obitelj Gruzije. Izumiranje linije Guaramida do kraja 8. stoljeća omogućilo je njihovim rođacima Bagratidima da skupe svoju baštinu na bivšim imanjima Guaramida nakon što su i sami došli na vlast.
Gruzijski kroničar iz 10. stoljeća Sumbat Davitis-Dze u svojoj Povijesti Bagratida pogrešno je (ili namjerno) identificirao Guaramide u suštini kao Bagratide koji su navodno došli iz Svete Zemlje da bi se naselili u gruzijske zemlje. Ova verzija je omogućila gruzijskim Bagratidima da tvrde da potječu od biblijskog kralja Davida.

## Guaramidski vladari Iberije
- Guaram I. (588. – 590.)
- Stjepan I. (590. – 627.)
- Guaram II. (684. – 693.)
- Guaram III. (693. – 748.)
- Stjepan III. (779./780. – 796.)